# Atalanta (Santa Catarina)
Atalanta – miasto i gmina w Brazylii, w stanie Santa Catarina. Znajduje się w mezoregionie Vale do Itajaí i mikroregionie Ituporanga.